# Rajarata
Rajarata (Raja = rei, rata = país) é a região do Sri Lanca a partir da qual os monarcas governavam o país desde aproximadamente o século V a.C. até ao século XI d.C. Está centrada em redor das antigas cidades de Anuradhapura e Polonnaruwa na Província Noroeste do Sri Lanca. Uttaradesa é a porção a norte do Rajarata, a qual inclui a península de Jaffna.